# Schooled
Schooled je americký televizní sitcom, spin-off v seriálu Goldbergovi. Tvůrci seriálu jsou Marc Firek a Adam F. Goldberg. Hlavní role hrají AJ Michalka, Tim Meadows, Bryan Callen, Brett Dier a Rachel Crow. Premiérový díl byl vysílán dne 9. ledna 2019.
V květnu 2019 byla potvrzena druhá řada, která měla premiéru dne 25. září 2019. V květnu 2020 byl seriál zrušen po odvysílání dvou řad.

## Obsazení

### Hlavní role
- AJ Michalka jako Lainey Lewis
- Tim Meadows jako ředitel John (Andre) Glascott
- Bryan Callen jako trenér Rick Mellor
- Brett Dier jako Charlie "CB" Brown
- Kali Hawk jako Wilma (2. řada)

### Vedlejší role
- Lennon Parham jako Liz Flemming
- Stephen Tobolowsky jako Earl Ball
- Clancy Brown jako Pan  Crosby
- Alphonso McAuley jako Coop
- Ana Gasteyer jako Susan Cinoman
- Greg Proops jako Pan  Granger
- Sean Marquette jako Johnny Atkins
- Rachel Crow jako Felicia
- Israel Johnson jako Ed
- Dallas Edwards jako Aaron
- Jeffrey Cade Ross Brown jako Tom Scott
- Gabe Gibbs jako Weasel
- Sofie Landsman jako Jessica
- Abi Brittle jako Becky
- Connor Cain jako Bobby Maloney

## Produkce
V listopadu 2016 bylo poprvé oznámeno, že stanice ABC vyvíjí spin-off seriálu Goldbergovi, který se bude soustředit na vedlejší postavu Ricka Mellora, kterou hraje Bryan Callen. Natočení pilotního dílu bylo oznámeno dne 2. února 2017. 
Dne 16. března 2017 bylo potvrzeno, že Nia Long byla obsazena do hlavní role Lucy Winston. Současně bylo potvrzeno, že Tim Meadows si roli Andreho Glascotta ze seriálu Goldbergovi zopakuje. Jay Chandrasekhar byl potvrzen jako jeden z režisérů.
Dne 17. května 2017 stanice ABC objednávku seriálu zrušila. Adam F. Goldberg odhalil název plánovaného spin-offu Schooled.
Dne 8. ledna 2018 bylo oznámeno, že pilotní díl bude vysílat jako speciální epizoda seriálu Goldbergovi dne 24. ledna 2018. Díl se bude jmenovat „The Goldbergs: 1990-Something“. V pilotním dílu se také objevila Rachel Crow a Summer Parker. Octavia Spencer v něm příběh vypráví. 
Po odvysílání pilotního dílu Goldberg oznámil, že se stanicí ABC znovu diskutuje o produkci spin-offu. O tři měsíce později bylo oznámeno, že stanice ABC objednala třináct dílů seriálu Schooled, který bude vysílán v roce 2019. Rovněž bylo oznámeno, že AJ Michalka si zopakuje roli Lainey Lewis ze seriálu Goldbergovi. Nia Long se ve spin-offu nebjeví kvůli její pravidelné roli v seriálu stanice CBS Námořní vyšetřovací služba L. A.. 
Dne 3. října 2018, bylo oznámeno, že herec Brett Dier získal v seriálu hlavní roli učitele CB. 
Dne 28. listopadu 2018 bylo oznámeno, že seriál bude mít premiéru dne 9. ledna 2019.  V květnu 2019 byla potvrzena druhá řada, která bude mít premiéru dne 25. září 2019.

## Seznam dílů

### První řada (2019)
| Č. v seriálu | Č. v řadě | Původní název                          | Režie             | Scénář                                                                       | Premiéra v USA  |
| ------------ | --------- | -------------------------------------- | ----------------- | ---------------------------------------------------------------------------- | --------------- |
| 1            | 1         | Be Like Mike                           | David Katzenberg  | Marc Firek                                                                   | 9. ledna 2019   |
| 2            | 2         | Lainey's All That                      | David Katzenberg  | David Guarascio                                                              | 16. ledna 2019  |
| 3            | 3         | Tamagotchis and Bells                  | Jay Chandrasekhar | Michael J. Weithorn                                                          | 23. ledna 2019  |
| 4            | 4         | I, Mellor                              | David Katzenberg  | Andrew Secunda                                                               | 30. ledna 2019  |
| 5            | 5         | Money for RENT                         | David Katzenberg  | Adam F. Goldberg a Chris Bishop                                              | 13. února 2019  |
| 6            | 6         | Rock for Jocks                         | David Katzenberg  | Peter Dirksen & Jonathan Howard                                              | 20. února 2019  |
| 7            | 7         | Kris Kross                             | David Katzenberg  | Kerri Doherty                                                                | 27. února 2019  |
| 8            | 8         | Lainey and Erica's High School Reunion | David Katzenberg  | Vanessa Mancos, Adam F. Goldberg, Chris Bishop, Matt Edsall a Jimmy Mosqueda | 13. března 2019 |
| 9            | 9         | Darth Mellor                           | Lea Thompson      | Adam F. Goldberg, Chris Bishop a Andy Secunda                                | 20. března 2019 |
| 10           | 10        | There's No Fighting in Fight Club      | David Katzenberg  | David Guarascio                                                              | 3. dubna 2019   |
| 11           | 11        | Glascott Mascot                        | Richie Keen       | Vanessa McCarthy                                                             | 10. dubna 2019  |
| 12           | 12        | CB Likes Lainey                        | Jay Chandrasekhar | Jonathan Howard a Peter Dirksen                                              | 1. května 2019  |
| 13           | 13        | Dr. Barry                              | David Katzenberg  | Adam F. Goldberg a Marc Firek                                                | 10. dubna 2019  |

### Druhá řada (2019–2020)
| Č. v seriálu | Č. v řadě | Původní název               | Režie             | Scénář                                                               | Premiéra v USA     |
| ------------ | --------- | --------------------------- | ----------------- | -------------------------------------------------------------------- | ------------------ |
| 14           | 1         | Dangerous Minds             | David Katzenberg  | Andrew Secunda                                                       | 25. září 2019      |
| 15           | 2         | I'll Be There for You       | David Katzenberg  | Vanessa McCarthy                                                     | 2. října 2019      |
| 16           | 3         | The Rudy-ing of Toby Murphy | Jay Chandrasekhar | Vijal Patel                                                          | 9. října 2019      |
| 17           | 4         | Kick Like a Girl            | David Katzenberg  | Peter Dirksen a Jonathan Howard                                      | 16. října 2019     |
| 18           | 5         | Outbreak                    | Lea Thompson      | Kerri Doherty                                                        | 23. října 2019     |
| 19           | 6         | Run, Rick, Run              | David Katzenberg  | Adam F. Goldberg                                                     | 30. října 2019     |
| 20           | 7         | Hakuna Matata               | Christine Lakin   | námět: Adam F. Goldberg a Vanessa McCarthy, scénář: Adam F. Goldberg | 6. listopadu 2019  |
| 21           | 8         | Friendsgiving               | Lea Thompson      | Lisa K. Nelson                                                       | 20. listopadu 2019 |
| 22           | 9         | The Pokémon Society         | Christine Lakin   | Donielle Muransky                                                    | 4. prosince 2019   |
| 23           | 10        | Beanie Babies               | David Katzenberg  | Matt Edsall, Jonathan Howard a Peter Dirksen                         | 11. prosince 2019  |
| 24           | 11        | Boy Bands                   | Lea Thompson      | Matt Edsall a Adam F. Goldberg                                       | 15. ledna 2020     |
| 25           | 12        | FeMellor                    | Jay Chandrasekhar | Vanessa McCarthy a Tom Hertz                                         | 22. ledna 2020     |
| 26           | 13        | Titanic Love                | David Katzenberg  | Adam F. Goldberg a Tom Hertz                                         | 29. ledna 2020     |
| 27           | 14        | Singled Out                 | David Katzenberg  | Vijal Patel a Andrew Secunda                                         | 12. února 2020     |
| 28           | 15        | Moving On                   | Christine Lakin   | Emily Ann Brandstetter                                               | 19. února 2020     |
| 29           | 16        | Rock Star                   | David Katzenberg  | Kerri Doherty                                                        | 18. března 2020    |
| 30           | 17        | Garden Party                | David Katzenberg  | Donielle Muransky                                                    | 25. března 2020    |
| 31           | 18        | Lainey's Mom                | Melissa Joan Hart | Lisa K. Nelson                                                       | 1. dubna 2020      |
| 32           | 19        | Principal for a Day         | Lea Thompson      | Matthew Edsall                                                       | 15. dubna 2020     |
| 33           | 20        | CB Saves the Planet         | Eric Dean Seaton  | Peter Dirksen a Jonathan Howard                                      | 22. dubna 2020     |
| 34           | 21        | Clueless                    | Andrew Secunda    | Tom Hertz                                                            | 13. května 2020    |